# Plaza libre (pelota vasca)
La plaza libre o plaza (plaza en vasco, frontón place libre en francés) es una de las canchas utilizadas para la práctica de la pelota vasca y una de las modalidades de dicho deporte. A diferencia de otras modalidades, la plaza no está actualmente homologada por la Federación Internacional de Palota Vasca, aunque formó parte del programa del I Campeonato del Mundo de Pelota Vasca, disputado en San Sebastián en 1952.
Esta modalidad se practica de modo competitivo casi exclusivamente en Francia, aunque frontones homologables a este tipo se encuentran, por su sencillez, en otros lugares del mundo. 

## Características de la cancha y del juego
- Wikimedia Commons alberga una galería multimedia sobre Plaza libre.

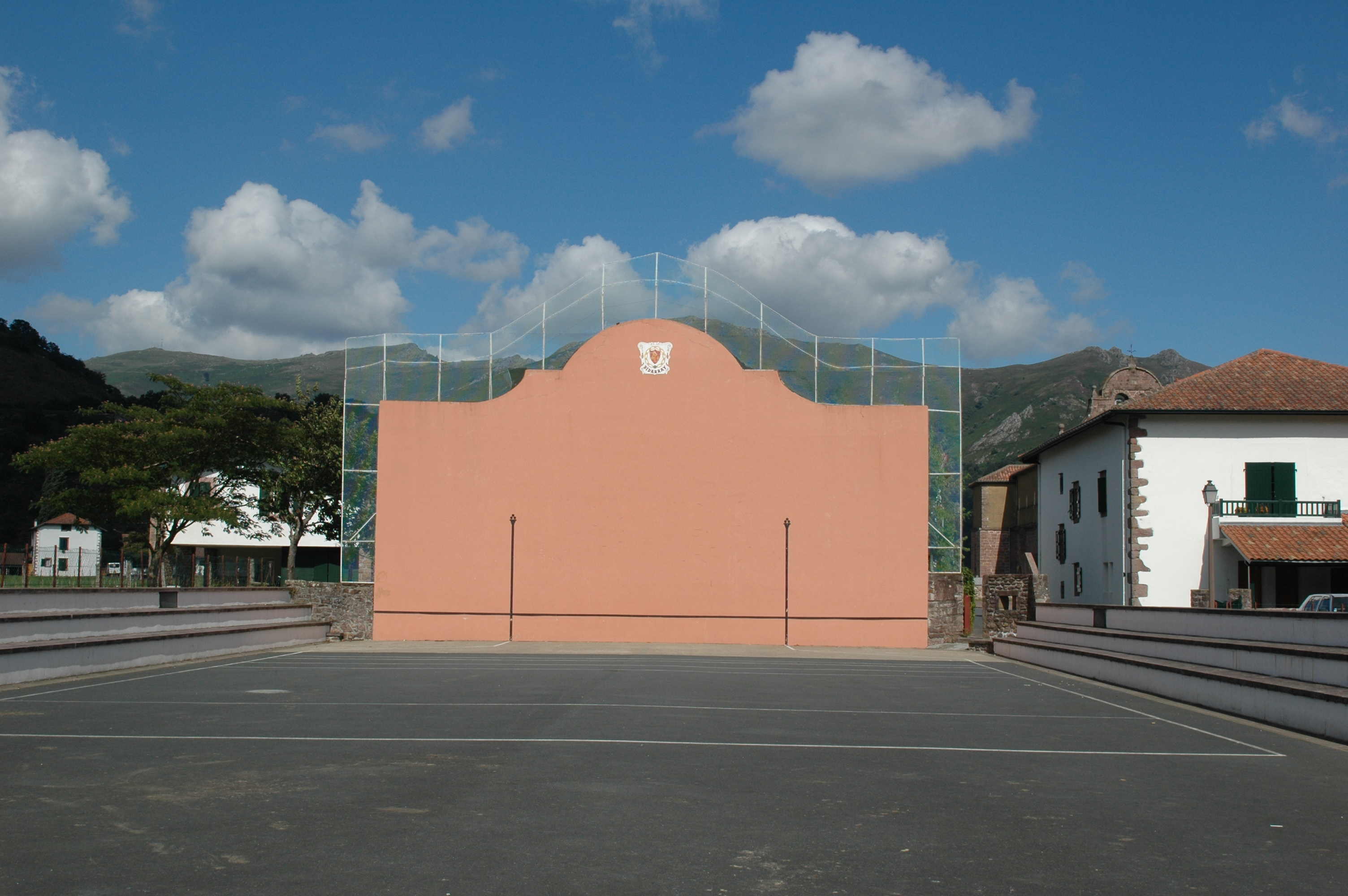
Frontón de plaza libre de Bidarray (Baja Navarra, Francia)

La plaza libre es el tipo de frontón de pelota vasca más sencillo. La plaza libre suele ser un espacio no cubierto, compuesta solamente por un pared frontal (frontis).
Cuando posee una segunda pared (en el extremo opuesto) de la plaza suele denominarse frontón de rebote, ya que la pared situada en el otro extremo suele utilizarse para jugar a esa especialidad.
El frontis suele medir unos 10 metros de ancho y entre 6 y 10 metros de alto. La superficie o suelo que delimita el campo de juego, llamada cancha, puede ser muy variable, teniendo entre 35 y 100 metros de distancia desde la pared. Las plazas más cortas permiten solo la disputa de las especialidades que se juegan también en la modalidad de trinquete o fronto corto, como la mano o la paleta, siendo necesaria una cancha más larga para especialidades como la grand chistera, el rebote o el joko garbi. La cancha suele formar el dibujo de una botella sobre el suelo, con el cuello de la botella cerca de la pared, y ensanchando la cancha de juego al alejarse. El suelo, tradicionalmente de tierra batida para la práctica del juego de rebote, suele ser de cemento o piedra en la cercanía del muro. En el País Vasco francés este espacio de juego suele encontrarse en casi cualquier pueblo, donde suele realizar muchas veces las funciones de plaza central del pueblo, de donde deriva su nombre. 
La Federación Francesa de Pelota vasca tiene reglamentadas las dimensiones y características que debe tener una plaza libre para las competiciones oficiales que se disputen en esta modalidad.

## Historia de la plaza
La plaza surge a mitad del siglo XIX como cancha para el juego de pelota de manera natural a la vez que surgen los juegos indirectos de pelota o a ble. Es el primer tipo de cancha

## Especialidades
- Juegos directos:
  - Laxoa: se practica con guantes. Es una de las modalidades más antiguas existentes de pelota vasca. Se enfrentan 2 equipos de 4 jugadores frente a frente y se juega al modo del tenis, aunque no hay una red en medio. Requiere de un espacio amplio, por lo que no vale cualquier plaza libre. Las paredes suelen delimitar el campo de juego en sus extremos

- - Rebote: se practica con guantes y chisteras, también a modo similar al tenis, aunque en este caso los diferentes equipos se turna representando roles diferentes (sacador y restador). Es un juego complejo y espectacular.

- Juegos indirectos:
  - Pelota mano: la especialidad básica de la pelota vasca se disputa también en plaza libre, tanto mano a mano (individual) como por parejas. La ausencia de pared izquierda confiere al juego características diferentes de las de las modalidades de pared izquierda o trinquete. No suele requerir que la cancha de tenga más de 30 metros de largo, por lo que se puede practicar en cualquier plaza libre. Los partidos se suelen jugar a 30 tantos y la pelota suele ser la misma que se utiliza en el trinquete.[2]
  - Paleta goma maciza: esta especialidad se juega a nivel mundial en trinquete o frontón corto, pero en Francia también se practica en plaza libre. Se suele jugar por parejas.[3]
  - Paleta cuero: la herramienta es la misma que en la paleta goma maciza, pero la pelota es de cuero, más parecida a la utilizada tradicionalmente en otras especialidades de la pelota, aunque de menor peso que la de la pala. Se juega de forma minoritaria en plaza libre.
  - Grosse pala: exclusivamente practicada en Francia, es una variante local de la especialidad internacional de la pala corta, reconocida por la FIPV y practicada a nivel internacional. A diferencia de esta, que se juega en frontón de pared izquierda, la grosse pala es exclusiva de la plaza libre. La herramienta es mayor y más pesada que la de la especialidad internacional, pero más pequeña y corta que la de la pala larga, que se practica en España en frontón largo como especialidad profesional. La grosse pala pesa entre 600 y 800 gramos, mientras que la pelota utilizada, que suele ser de cuero, entre 98 y 100 gramos.[4]
  - Joko Garbi o Yoko Garbi: Es una especialidad que fue precursora de la más conocida y popular cesta punta. Se juega también con una cesta de pelota o chistera, pero a diferencia de la utilizada en la cesta punta, la cesta del joko-garbi es de menor tamaño, carece de un receptáculo para embolsar la pelota y no se permite en el juego el atxiki (retención) de la pelota, característico de la cesta punta. Su nombre, significa juego puro en euskera, y le fue dado en su día por los puristas de la pelota vasca, que consideraban que la cesta punta por la utilización del atxiki no era el juego genuino practicado con la cesta.[5]
  - Grand chistera: la modalidad de cesta punta que se juega en plaza libre recibe en Francia el nombre de grand chistera, para diferenciarlo de la modalidad que se juega en frontón largo, que recibe el nombre de jai alai. Esta especialidad se practica exclusivamente en Francia y especialmente en el País Vasco Francés. Requiere que la plaza utilizada tenga un espacio libre de 80 metros desde el frontis. No todas las plazas libres por tanto permiten la práctica de la grand chistera, aunque suele ser bastante habitual que en los pueblos del País Vasco francés la plaza tenga suficiente espacio para la práctica de este juego. Suelen jugarlo habitualmente 2 equipos de 3 jugadores enfrentados entre sí.[6]

## Curiosidades
En la película Tasio (1984), ambientada en la comarca de Tierra Estella de Navarra se muestra un partido de plaza libre jugado en la especialidad de mano parejas.